# Sojuz TM-9
La Sojuz TM-9 è la denominazione di una missione della navicella spaziale Sojuz TM verso la stazione spaziale sovietica Mir.
Si trattò dell'ottantacinquesimo volo nell'ambito del programma Sojuz sovietico nonché del nono volo equipaggiato verso la Mir.

## Equipaggio
| Ruolo             | Equipaggio                                      | Equipaggio                                      |
| ----------------- | ----------------------------------------------- | ----------------------------------------------- |
| Comandante        | Anatolij Solov'ëv, Roscosmos Mir 6 Secondo volo | Anatolij Solov'ëv, Roscosmos Mir 6 Secondo volo |
| Ingegnere di volo | Aleksandr Balandin, Roscosmos Mir 6 Primo volo  | Aleksandr Balandin, Roscosmos Mir 6 Primo volo  |

### Equipaggio di riserva
| Ruolo             | Equipaggio                    | Equipaggio                    |
| ----------------- | ----------------------------- | ----------------------------- |
| Comandante        | Gennadij Manakov, Roscosmos   | Gennadij Manakov, Roscosmos   |
| Ingegnere di volo | Gennadij Strekalov, Roscosmos | Gennadij Strekalov, Roscosmos |

## Missione
La missione, denominata anche Mir EO-6 (EO sono le iniziali russe per indicare equipaggio base), fu realizzata per poter dare il cambio ai due astronauti della Sojuz TM-8 per continuare le ricerche a bordo della Mir. Durante la permanenza della Sojuz TM-9 il terzo modulo Kvant (chiamato Kristall) venne agganciato, dopo qualche inconveniente, alla stazione orbitante. Prima di questo evento, diverse navette Progress attraccarono sulla Mir portando pezzi di ricambio, batterie e parti di computer per preparare l'installazione della Kristall. Problemi durante l'installazione di un nuovo computer, prelevato dalla Saljut per rimpiazzare il sistema precedente, prese molto tempo e causò uno slittamento nell'invio del terzo modulo.
Il Kristall è un modulo destinato alla produzione di materiali (tra cui cristalli) a gravità zero. Tra le altre apparecchiature ci sono il telescopio "Glazar 2" per osservazioni nella banda dell'ultravioletto e vari spettrometri.

### Problemi durante la missione
Durante la manovra di sganciamento dalla stazione Mir, l'equipaggio della Sojuz TM-8 notò che alcuni dei pannelli isolanti (tre su otto) nel modulo di discesa della Sojuz TM-9 che assicuravano protezione termica erano allentati, e ciò avrebbe potuto causare problemi di regolazione termica nella navetta, permettendo la formazione di condensa all'interno della Sojuz che avrebbe potuto causare un cortocircuito. L'altra preoccupazione era che questi pannelli potessero bloccare i sensori di navigazione che orientavano il modulo per il rientro. Per questo motivo la navetta fu spostata (attraccata) diverse volte per cercare di mantenere la temperatura costante. Tuttavia l'entità del problema era tale da rendere necessaria una passeggiata spaziale per riparare il guasto. Fu anche considerata l'idea di far decollare la navetta Sojuz TM-10 con un solo astronauta per una missione di recupero, ma l'idea venne scartata in quanto si ritenne che il guasto fosse riparabile.
I due astronauti non avevano mai praticato EVA (attività extraveicolare) e dovettero imparare visionando cassette inviate loro tramite una navicella Progress. Durante queste EVA gli astronauti riuscirono a riparare alla meglio i guasti ripiegando su sé stessi due dei tre pannelli in modo da non disturbare il rientro. Inoltre durante il rientro stesso, usarono l'accortezza di espellere contemporaneamente il modulo orbitale e il modulo di servizio per cercare di minimizzare l'eventualità che uno dei pannelli potesse impigliarvisi modificando la traiettoria. Solitamente infatti il modulo orbitale si dovrebbe staccare per primo.
Il modulo di discesa non subì danni particolari dopo la prolungata esposizione alle condizioni spaziali e il rientro avvenne senza problemi.

## Ulteriori dati di volo
- Denominazione Astronomica Internazionale: 1990-14

I parametri sopra elencati indicano i dati pubblicati immediatamente dopo il termine della fase di lancio. Le continue variazioni ed i cambi di traiettoria d'orbita sono dovute alle manovre di aggancio. Pertanto eventuali altre indicazioni risultanti da fonti diverse sono probabili ed attendibili in considerazione di quanto descritto.